# Коваленин, Дмитрий Викторович
Дми́трий Ви́кторович Ковале́нин (род. 2 июня 1966 года, Южно-Сахалинск) — российский писатель, востоковед, переводчик.

## Биография
Отец — филолог-славист, мать — преподаватель-историк. Дмитрий Коваленин вырос на Сахалине, учился в художественной и музыкальной школах. В 1985—1988 годах работал в «Интуристе» города Хабаровска, координируя и сопровождая туристические группы из Японии, Австралии и США в   путешествиях по СССР. В 1988 году окончил восточный факультет Дальневосточного государственного университета по специальности «востоковед-филолог; переводчик с японского языка». В 1988—1989 годах стажировался в Университете Сока (Токио).
С 1991 года, уехав в Японию по частному приглашению, Коваленин работал судовым агентом в японском порту города Ниигата.
В 2000 году вернулся в Москву, где занимался свободными переводами и журналистикой. Коваленин — один из создателей сайта «Виртуальные суси» (1998), получившего в 2001 году «Интел-Интернет премию» в номинации «Персональные страницы».

## Творчество
Известность Дмитрий Коваленин получил как переводчик на русский язык книг Харуки Мураками, первая из которых, «Охота на овец», была опубликована в 1998 году. Общий тираж всех переведенных Ковалениным и изданных разными издательствами романов Мураками превысил миллион экземпляров.

### Переводчик
Среди его работ — переводы таких авторов, как Харуки Мураками («Дэнс, Дэнс, Дэнс», «Страна Чудес без тормозов и Конец Света», «Послемрак», «1Q84», «Бесцветный Цкуру Тадзаки и годы его странствий»), Фудзивара Иори («Тьма на ладони»), Патрик Несс («Жена журавля»), Макото Синкай (роман и манга «Твоё имя»), Кэйго Хигасино («Вещие сны», «Детектив Галилей»), Ёко Огава («Полиция памяти»), Юкико Мотоя («Брак с другими видами»), Ито Огава («Канцтовары Цубаки»);
в поэзии — Тавара Мати («Именины Салата»), Такамура Котаро («Стихи о Тиэко»), Роберт Стивенсон, Том Уэйтс, Роджер Уотерс, Леонард Коэн и др.
Также занимается переводом фильмов для дубляжа — «Твоё имя», «Ветер крепчает».
Лауреат литературной премии «Странник» (за перевод романа «Дэнс, Дэнс, Дэнс»).

### Писатель
Автор книги «Суси-Нуар. Занимательное муракамиЕдение» — исследования жизни и творчества Харуки Мураками. Для его написания Коваленин провел год в Токийском университете в качестве стажёра-исследователя по гранту Министерства образования Японии.
Автор книги «Коро-коро» — сборника малой прозы, включающей повесть «Сила трупа», рассказы и эссе о современной Японии.

### Журналист
С 1998 года вместе с Вадимом Смоленским поддерживает сетевой проект «Виртуальные суси» о современной японской культуре.
В 2002 году Дмитрий Коваленин опубликовал первое интервью с Харуки Мураками, адресованное русскоязычной аудитории.
В 2003 году Ковалениным опубликован репортаж о совместном путешествии с Харуки Мураками по югу острова Сахалин.

### Видеопоэзия
С конца 2010-х гг. Коваленин активно увлёкся художественной мелодекламацией. Один из пионеров жанра «видеопоэзия» — творческого синтеза поэзии, музыки и видеоряда в едином клипе. Дважды удостаивался Гран-при на международном фестивале «Видеостихия»: в 2019 г. за композицию на стихи Николая Гумилёва («Заблудившийся трамвай»), и в 2022 г. за клип на стихи Андрея Амлинского («Читая Гоголя»). Для популяризации новоиспечённого жанра ведёт свой канал на Youtube, где экспериментирует с современной русскоязычной поэзией, переводами, собственными поэзией и прозой.

## Частичная библиография

### Художественная проза / Нон-фикшн
- Коваленин Д.В. КОРО-КОРО (Сборник малой прозы и эссе о Японии). — М.: Эксмо, 2005. — ISBN 5-699-13379-8.
- Коваленин Д.В. СУСИ-НУАР (Монография о творчестве Харуки Мураками). — Эксмо, 2011. — ISBN 978-5-699-52100-5.
- Коваленин Д.В. СОЛНЦЕ В ВОРОТАХ ХРАМА (Хорошо иллюстрированные очерки о японской культуре). — АСТ, 2021-2023. — ISBN 978-5-17-149899-3.
- Коваленин Д.В. Суси-Нуар. Занимательное муракамиЕдение Архивная копия от 2 апреля 2022 на Wayback Machine
- Коваленин Д.В. Суси-нуар 1. Занимательное муракамиЕдение от «Слушай песню ветра» до «Хроник Заводной Птицы». — СПб.: Питер, 2020. — 432 с. — ISBN 978-5-4461-1564-8.
- Коваленин Д.В. Суси-нуар 2. Зомби нашего века. Занимательное муракамиЕдение от «Подземки» до «1Q84». — СПб.: Питер, 2020. — 400 с. — ISBN 978-5-4461-1274-6.

### Переводы (Проза)

###### Харуки Мураками
- Харуки Мураками. Охота на овец, роман, перевод Д. Коваленина. — СПб.: Азбука, 1998. — 400 с. — ISBN 5-7684-0502-X.
- Харуки Мураками. Dance, dance, dance..., роман, перевод Д. Коваленина. — СПб.: Амфора, 2001. — 368 с. — ISBN 5-94278-121-4.
- Харуки Мураками. Страна Чудес без тормозов и Конец Света, роман, перевод Д. Коваленина. — М.: Эксмо, 2003. — 544 с. — ISBN 5-699-02784-X.
- Харуки Мураками. Послемрак, роман, перевод Д. Коваленина. — М.: Эксмо, 2005. — 240 с. — ISBN 5-699-12973-1.
- Харуки Мураками. Бесцветный Цкуру Тадзаки и годы его странствий, роман, перевод Д. Коваленина. — М.: Эксмо, 2015. — 320 с. — ISBN 978-5-699-78845-3.
- Харуки Мураками. 1Q84. Тысяча невестьсот восемьдесят четыре. Книга 1. Апрель-июнь, роман, перевод Д. Коваленина. — М.: Эксмо, 2011. — 496 с. — ISBN 978-5-699-50918-8.

###### Ёко Огава
- Ёко Огава. Полиция памяти, роман, перевод Д. Коваленина. — СПб.: Polyandria NoAge, 2020. — 352 с. — ISBN 978-5-6042677-6-9.
- Ёко Огава. Любимое уравнение Профессора, роман, перевод Д. Коваленина. — СПб.: Polyandria NoAge, 2022. — 255 с. — ISBN 978-5-6047104-6-3.

###### Саяка Мурата
- Саяка Мурата. Человек-комбини, роман, перевод Д. Коваленина. — Popcorn Books, 2020. — 113 с. — ISBN 978-5-6044580-0-6.
- Саяка Мурата. Земляноиды, роман, перевод Д. Коваленина. — Popcorn Books, 2022. — 220 с. — ISBN 978-5-6047181-2-4.

###### Юкико Мотоя
- Юкико Мотоя. Брак с другими видами, роман, перевод Д. Коваленина. — СПб.: Polyandria NoAge, 2021. — 159 с. — ISBN 978-5-6045076-5-0.

###### Ито Огава
- Ито Огава. Канцтовары Цубаки, роман, перевод Д. Коваленина. — Polyandria NoAge, 2023. — 288 с. — ISBN 978-5-6048275-4-3.

###### Иори Фудзивара
- Иори Фудзивара. Тьма на ладони, роман, перевод Д. Коваленина. — СПб.: Азбука-классика, 2005. — 416 с. — ISBN 5-352-01522-X.

###### Патрик Несс
- Патрик Несс. Жена журавля, роман, перевод Д. Коваленина. — М.: РИПОЛ классик, 2014. — 336 с. — ISBN 978-5-386-07108-0.
- Патрик Несс. Исчезнувшая в облаках, роман, перевод Д. Коваленина. — М.: РИПОЛ классик, 2016. — 336 с. — ISBN 978-5-386-09487-4.
- Патрик Несс. Крылья, роман, перевод Д. Коваленина. — М.: РИПОЛ классик, 2018. — 335 с. — ISBN 978-5-386-12244-7.

###### Макото Синкай
- Макото Синкай. Твоё имя, роман, перевод Д. Коваленина. — М.: Истари Комикс, 2017. — 200 с. — ISBN 978-5-904676-96-4.

###### Кэйго Хигасино
- Кэйго Хигасино. Вещие сны, роман, перевод Д. Коваленина. — М.: Истари Комикс, 2018. — ISBN 978-5-907014-15-2.
- Кэйго Хигасино. Детектив Галилей, роман, перевод Д. Коваленина. — М.: Истари Комикс, 2018. — ISBN 978-5-907014-14-5.

### Переводы (Кинофильмы)
- «Норвежский лес» (Харуки Мураками/Чан Ань Хунг, 2010)
- «Мокрая псина» (Такаси Миикэ, 1997)
- «Вороны» (1 и 2, Такаси Миикэ, 2010)
- «Тёмные воды» (Кодзи Судзуки/Хидэо Наката, 2002)
- «Рюдзо и семеро бойцов» (Такэси Китано, 2015)
- «Последний беспредел» (Такэси Китано, 2017)
- «Моби Дик» (Майк Баркер, 2011, 2 серии)

### Переводы (Мультфильмы)
- «Ветер крепчает» (Хаяо Миядзаки, 2013)
- «Твоё имя» (Макото Синкай, 2016)
- «Мирай из будущего» (Хироясу Исида, 2018)
- «Тайная жизнь пингвинов» (Мамору Хосода, 2018)

### Переводы (Манга)
- Фудзико Ф. Фудзио. Дораэмон, манга, перевод Д. Коваленина. — Росмэн, 2012. — ISBN 978-5-353-05674-4.
- Одзи Судзуки. Мерцание моря, манга, перевод Д. Коваленина. — Фабрика комиксов, 2001. — 232 с. — ISBN 978-5-7584-0649-6.
- Макото Синкай. Твоё имя, манга, перевод Д. Коваленина. — Истари комикс, 2016. — ISBN 978-5-907014-02-2.